# Орлы
Орлы́ (лат. Aquila) — род хищных птиц семейства ястребиных.

## Описание
Длина тела 75—88 см, хвост довольно короткий, крылья широкие, до 2,4 м в размахе, ноги оперены до пальцев.

## Распространение
Распространены в Евразии, Африке и Северной Америке от лесотундры до пустынь.

## Образ жизни
Гнездятся на земле, скалах или деревьях. Питаются мелкими и средней величины позвоночными (высматривают, паря в воздухе, или подкарауливают, сидя на возвышенном месте), иногда падалью. Численность сокращается.

## Этимологияназвания
Славянские названия орла (рус. орёл, укр. оре́л, ст.‑слав. орьлъ, болг. оре́л, сербохорв. о̀рао, словен. órel, чеш. orel, словац. orol, пол. orzeł, в.-луж. worjoł, н.-луж. jerjeł) восходят к праславянскому *orьlъ; от того же корня произошли лит. erẽlis, латыш. ḕrglis, прусск. arelie, прагерм. *arōn~arnuz~arnaz (откуда гот. ara, др.-англ. earn др.-в.-нем. aro, arn, др.-сканд. orn), пракельтск. *eriro- (откуда ср.-ирл. irar, ср.-валл. eryr, среднебретонское — erer, корнское и бретонское — er), хеттское — haraš. Все эти слова, а также др.-греч. ὄρνῑς «птица» и арм. oror «коршун, чайка» и арм. artsiv «орёл» восходят к индоевропейскому корню *Hor-/Her-, (ar, er). Орёл у индоевропейцев обладал особой культовой значимостью. В латыни же произошла табуистически мотивированная замена индоевропейского названия орла на слово aquila, связанное с aqua «вода».

## Классификация
Согласно молекулярному исследованию, проведённым немецкими учёными в начале 2000-х годов, все виды, традиционно относимые к родам Aquila, Hieraaetus, Lophaetus и Ictinaetus, а также вымершего рода Harpagornis, представляют собой одну монофилетическую группу, при этом собственно орлы (группа Aquila) являются общим предком для всех остальных. Это исследование показало, что как минимум некоторые, если не все виды группы Hieraaetus (в русскоязычной литературе — род «ястребиные орлы»), отличающиеся от остальных меньшими размерами, должны быть включены в центральный род Aquila.

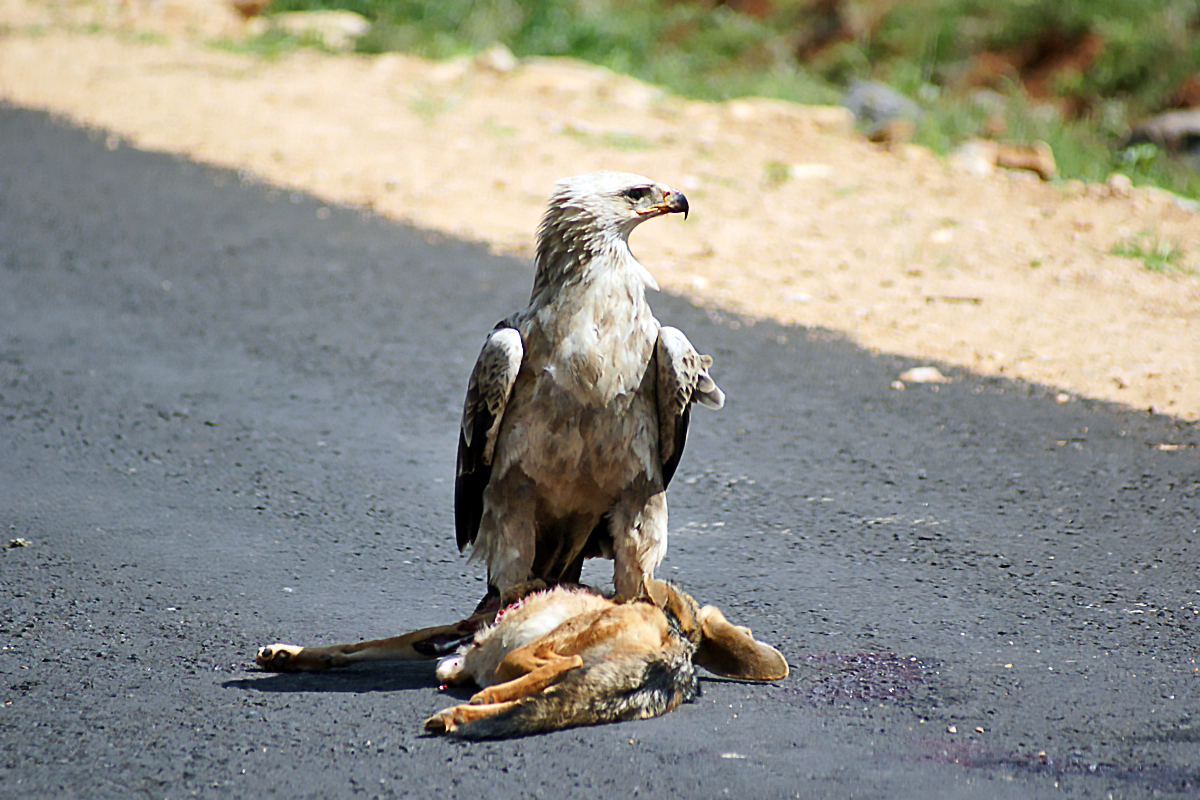
Каменный орёл и сбитый машиной шакал

Международный союз орнитологов относит к роду 11 видов:
- Aquila nipalensis — Степной орёл
- Aquila rapax — Каменный орёл[12]
- Aquila adalberti — Испанский могильник
- Aquila heliaca — Могильник
- Aquila chrysaetos — Беркут
- Aquila africana — Воинственный хохлатый орёл
- Aquila audax — Клинохвостый орёл
- Aquila gurneyi — Молуккский орёл
- Aquila verreauxii — Кафрский орёл
- Aquila fasciata — Ястребиный орёл
- Aquila spilogaster

Известен также вымерший вид †Aquila kurochkini (плиоцен).

## Использование против дронов
Известна естественная способность орлов атаковать летящие дроны (беспилотные летательные аппараты). Например, в Австрии два орла атаковали и приземлили дрон, приняв его за еду. В 2020 году белоголовый орлан атаковал и сломал квадрокоптер в Мичигане, США.
Некоторые виды орлов были обучены ликвидации нежелательных дронов. Такие орлы стали применяться в пограничной службе Индии, голландской полиции и швейцарской полиции. Голландская и швейцарская полиция впоследствии перестали их использовать (голландская полиция сослалась на высокую стоимость и сложность обучения, а швейцарская — на техническое совершенствование дронов, которое делает применение орлов опасным для их здоровья). После атаки беспилотников на Московский Кремль в мае 2023 года российский депутат Алексей Журавлёв предложил «сформировать эскадрилью орлов-перехватчиков дронов в Кремле и других местах» для защиты важной инфраструктуры.